# Gitarijada u Vrpolju
Gitarijada u Vrpolju, gitarističko natjecanje neafirmiranih rock sastava u Vrpolju, Hrvatska.

## Povijest
1969. godine bilo je prvo izdanje vrpoljske gitarijade. Održavala se svake godine po dva do tri dana. Sudionici su spavali po kućama i na velikim travnatim površinama oko dvorane. Postala je tradicionalna. Sudionici su bili iz Hrvatske i cijele bivše Jugoslavije. Potkraj 1970-ih dobila je na važnosti zahvaljujući Zlatku Salopeku. Postala je jednom od najvažnijih gitarijada u bivšoj Jugoslaviji i tek je Zaječarska gitarijada bila njoj ravna. Najmasovnije izdanje bilo je 11. Gitarijada 1979. godine. Nazvana je "Maraton show". Gitarijada se održavala sve do početka osamdesetih godina 20. stoljeća.